# Pottia namaquensis
Pottia namaquensis är en bladmossart som beskrevs av Robert Earle Magill 1981 [1982. Pottia namaquensis ingår i släktet Pottia och familjen Pottiaceae. Inga underarter finns listade i Catalogue of Life.